# Cyrtandra insignis
Cyrtandra insignis är en tvåhjärtbladig växtart som beskrevs av Charles Baron Clarke. Cyrtandra insignis ingår i släktet Cyrtandra och familjen Gesneriaceae. Inga underarter finns listade i Catalogue of Life.